# Phạm Quỳnh
Phạm Quỳnh (chữ Hán: 范瓊; 17 tháng 12 năm 1892 - 6 tháng 9 năm 1945) là một nhà văn hóa, nhà báo, nhà văn và quan đại thần triều Nguyễn (Việt Nam). Ông là người đi tiên phong trong việc quảng bá chữ Quốc ngữ và dùng tiếng Việt - thay vì chữ Nho hay tiếng Pháp - để viết lý luận, nghiên cứu. Ông có tên hiệu là Thượng Chi (尚之), bút danh: Hoa Đường (華堂), Hồng Nhân.
Ông được xem là người có quan điểm ủng hộ việc tự trị của Việt Nam dưới sự bảo hộ của Pháp, việc khôi phục quyền hành của Triều đình Huế trên cả ba kỳ (Bắc, Trung, Nam), và kiên trì chủ nghĩa quốc gia với thuyết Quân chủ lập hiến. Tuy nhiên, ông cũng bị nhiều người đương thời chỉ trích vì thái độ thân Pháp và cộng tác với chính quyền thực dân Pháp.

## Tiểu sử

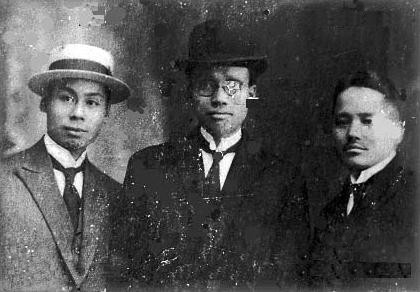
Phạm Duy Tốn, Phạm Quỳnh và Nguyễn Văn Vĩnh tại Paris năm 1922

Phạm Quỳnh sinh tại số 17 phố Hàng Trống, Hà Nội; quê quán ở làng Lương Ngọc (nay thuộc xã Thúc Kháng), phủ Bình Giang, tỉnh Hải Dương, một làng khoa bảng, có truyền thống hiếu học. Mồ côi mẹ từ 9 tháng tuổi, mồ côi cha từ khi lên 9 tuổi, Phạm Quỳnh côi cút được bà nội nuôi ăn học.
Phạm Quỳnh học giỏi, có học bổng, đỗ đầu bằng Thành chung (tốt nghiệp) Trường trung học Bảo hộ (tức Trường Bưởi, còn gọi là trường Thông ngôn).

### Hoạt động báo chí, văn hóa xã hội
Năm 1908, Phạm Quỳnh làm việc ở Trường Viễn Đông Bác cổ tại Hà Nội lúc vừa tuổi 16.
Từ năm 1916, ông tham gia viết báo cho một số tờ có uy tín đương thời; làm chủ bút kỳ cựu của Nam Phong tạp chí từ ngày 1 tháng 7 năm 1917 cho đến năm 1932 nhằm truyền bá tư tưởng, học thuật đông tây kim cổ, luyện quốc văn trở nên hoàn thiện từ đó phát triển thành tinh thần dân tộc.
Cũng trong thời kỳ 1924–1932, ông còn là giảng viên Trường Cao đẳng Hà Nội.
Ngày 2 tháng 5 năm 1919, ông sáng lập và là Tổng Thư ký Hội Khai trí Tiến Đức, Trần Trọng Kim là Trưởng ban Văn học của Hội; và Hội trưởng Hội Trí tri Bắc Kỳ.
Năm 1922, với tư cách đại diện cho Hội Khai trí Tiến Đức, ông đã sang Pháp dự Hội chợ triển lãm Marseille rồi diễn thuyết cả ở Ban Chính trị và Ban Luân lý Viện Hàn lâm Pháp về dân tộc giáo dục.
Năm 1924, ông được mời làm giảng viên Khoa Bác ngữ học, Văn hóa, Ngữ ngôn Hoa Việt, Trường Cao đẳng Hà Nội, trợ bút báo France - Indochine.
Từ năm 1925–1928, Phạm Quỳnh là Hội trưởng Hội Trí tri Bắc Kỳ; năm 1926 ông làm ở Hội đồng Tư vấn Bắc Kỳ và đến năm 1929 được cử vào Hội đồng Kinh tế và Tài chính Đông Dương.
Năm 1930, Phạm Quỳnh đề xướng thuyết lập hiến, đòi hỏi người Pháp phải thành lập hiến pháp, để quy định rõ ràng quyền căn bản của nhân dân Việt Nam, vua quan Việt Nam và chính quyền bảo hộ.
Năm 1931, ông được giao chức Phó Hội trưởng Hội Địa dư Hà Nội. Năm 1932, giữ chức Tổng Thư ký Ủy ban Cứu trợ xã hội Bắc Kỳ.

### Thượng thư Nam triều

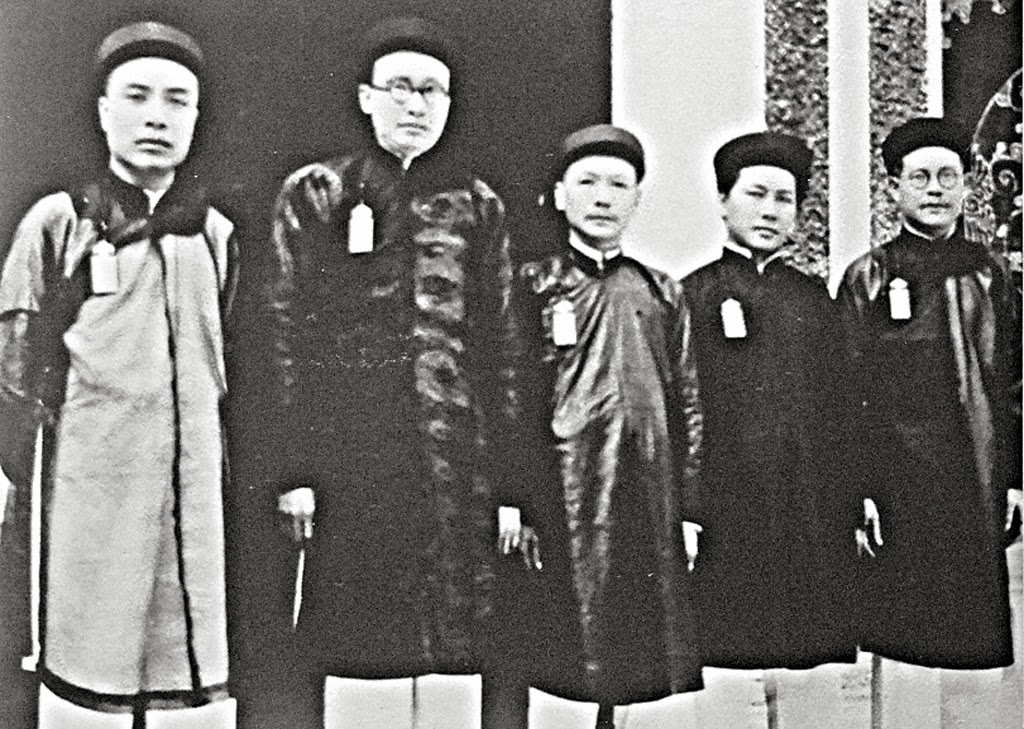
5 vị Thượng thư thời vua Bảo Đại, từ trái qua phải: Hồ Đắc Khải, Phạm Quỳnh, Thái Văn Toản, Ngô Đình Diệm, Bùi Bằng Đoàn.

Ngày 11 tháng 11 năm 1932, sau khi Bảo Đại lên làm vua thay Khải Định, ông được triều đình nhà Nguyễn triệu vào Huế tham gia chính quyền, thôi không làm chủ bút Nam Phong tạp chí nữa. Tại Huế thời gian đầu ông làm việc tại Ngự tiền Văn phòng, sau đó làm Thượng thư Bộ Học và cuối cùng giữ chức vụ Thượng thư Bộ Lại (1942–1945).
Trong một bài viết trên báo Sông Hương, ông đã đả phá Trần Trọng Kim và các sử gia phong kiến khi cho Triệu Đà là vua của nước Nam. Theo ông, "Quốc sử phải lấy dân tộc làm nền", "sử gia phong kiến tôn y (Triệu Đà) là ông vua khai quốc, ấy là đã làm một việc vô nghĩa... Hoặc có ai ngờ cho tôi sở dĩ cái kiến giải nầy là tại quá trọng về quốc gia chủ nghĩa, và cũng bởi cái chủ nghĩa ấy khích thích nên tôi mới viết bài này".

### Cuối đời
Ngày 9 tháng 3 năm 1945, Nhật đảo chính Pháp. Chính phủ Trần Trọng Kim được thành lập. Ông lui về sống ẩn dật ở biệt thự Hoa Đường bên bờ sông đào Phủ Cam, Huế.
Ngày 25 tháng 8 năm 1945, dân quân Việt Minh bắt được một nhóm biệt kích Pháp, trong đó có mật lệnh liên lạc với Phạm Quỳnh, Ngô Đình Khôi để được hỗ trợ chống lại chính quyền cách mạng. Phạm Quỳnh bị Phan Hàm và Võ Quang Hồ bắt giữ theo lệnh khẩn của Mặt trận Việt Minh và áp giải ra khỏi Huế cùng với Ngô Đình Khôi (anh cùng cha khác mẹ với Ngô Đình Diệm) và Ngô Đình Huân (con trai của Ngô Đình Khôi). Ba người bị xử bắn không lâu sau đó
Năm 1956, hai con của Phạm Quỳnh là bà Phạm Thị Hảo (sinh năm 1920) và Phạm Tuân (sinh năm 1936), hiện định cư tại Hoa Kỳ, được theo đoàn tìm mộ cha con Ngô Đình Khôi và Ngô Đình Huân, là anh và cháu của Ngô Đình Diệm, để tìm di hài cha. Di hài ông được tìm thấy năm 1956 trong khu rừng Hắc Thú, và được cải táng ngày 9 tháng 2 năm 1956 tại Huế, trong khuôn viên chùa Vạn Phước.

## Di sản
Phạm Quỳnh được coi là người đi tiên phong trong việc dùng tiếng Việt để viết lý luận. Dương Quảng Hàm đánh giá các công trình của ông là đã "luyện cho tiếng ta có thể diễn dịch được các lý thuyết, các ý tưởng về triết học, khoa học mới".
Trước đây, cũng có nhiều người cho rằng ông gắn bó với các chủ trương chính trị của thực dân Pháp. Ông bị coi là "ru ngủ" thanh niên trí thức trong cái "hồn nước" mơ hồ, khiến họ đi chệch khỏi chí hướng làm cách mạng chống Pháp. Trong một thời gian dài, quan điểm chính thống của Việt Nam Dân chủ Cộng hòa và Cộng hòa xã hội chủ nghĩa Việt Nam gọi ông là tay sai đắc lực của Pháp.
Kể từ năm 2000, nhiều tác phẩm của Phạm Quỳnh đã được xuất bản tại Việt Nam: 
- Mười ngày ở Huế, Nhà xuất bản Văn học - 2001
- Luận giải Văn học và Triết học, Nhà xuất bản Thông tin, 2003
- Pháp du hành trình nhật ký, Nhà xuất bản Hội Nhà Văn, 2004
- Thượng Chi văn tập, Nhà xuất bản Văn học, 2007
- Du ký Việt Nam, Nhà xuất bản Trẻ, 2007
- Phạm Quỳnh - Tiểu luận viết bằng tiếng Pháp, Nhà xuất bản Tri thức, 2007 (gồm những bài diễn thuyết, bài báo ông viết bằng tiếng Pháp từ 1922 đến 1932)

Theo nhạc sĩ Phạm Tuyên - con trai của học giả Phạm Quỳnh, vào mùa thu năm 1945, Hồ Chí Minh đã nói với hai người chị của ông là Phạm Thị Giá và Phạm Thị Thức rằng: "Cụ Phạm là người của lịch sử, sẽ được lịch sử đánh giá lại sau này. Con cháu cứ vững tâm đi theo cách mạng".

Ngày 28 tháng 5 năm 2016, hội đồng họ Phạm Việt Nam phối hợp cùng gia đình nhạc sĩ Phạm Tuyên tổ chức lễ khánh thành công trình trùng tu mộ phần và dựng tượng Phạm Quỳnh tại Thành phố Huế. Bức tượng bán thân Phạm Quỳnh do chính người cháu ngoại của ông là kiến trúc sư Tôn Thất Đại thiết kế với chiều cao 60 cm, bề ngang 50 cm, được đặt ở bục cao gần 2 m nằm ngay sau ngôi mộ ông ở trước chùa Vạn Phước (phường Trường An, Thành phố Huế). Phía trước bia mộ được ốp tấm bia đá đen khắc ghi câu nói nổi tiếng của ông: "Truyện Kiều còn tiếng ta còn. Tiếng ta còn nước ta còn".

## Tác phẩm
Ông là tác giả và dịch giả nhiều bài viết và sách văn học, triết học, cách ngôn, ngụ ngôn, tuồng hát tiếng Pháp dịch ra tiếng Việt và tùy bút. Gần như toàn bộ các tác phẩm của ông đều đăng trên tạp chí Nam Phong. Nhiều bài sau đó in lại thành sách do Đông Kinh ấn quán ở Hà Nội xuất bản.
Các tác phẩm của ông có thể chia làm ba loại:

### Dịch thuật
Bao gồm các tác phẩm luận thuyết, phương pháp luận, sách cách ngôn, kịch bản và thơ văn... Ông dịch các đoạn văn và tác phẩm từ tiếng Pháp, chủ yếu thiên về triết học, như triết học của Descartes. Tuy nhiên, ông cũng có dịch một số tác phẩm nghệ thuật như kịch của Corneille.

### Khảo luận
Phần quan trọng nhất trong các tác phẩm của Phạm Quỳnh là các tác phẩm khảo cứu. Ông nghiên cứu trong các sách chữ Nho, sách tiếng Pháp, và viết lại những bài chuyên khảo bằng tiếng Việt. Có ba ngành ông chú trọng là:
- Các học thuyết Âu Tây, như trong Văn minh luận, Khảo về chính trị nước Pháp, Lịch sử và học thuyết của Rousseau, Lịch sử và học thuyết của Montesquieu, Lịch sử và học thuyết của Voltaire, v.v...
- Học thuật Á Đông, những bài về triết học và tôn giáo Á Đông như Phật giáo lược khảo, Cái quan niệm người quân tử trong triết học đạo Khổng, v.v...
- Văn hóa Việt Nam, với chủ đề trải rộng từ Tục ngữ ca dao, tới Việt Nam thi ca, tới Văn chương trong lối hát ả đào.

Nhiều tác phẩm của ông liên kết những học thuật Âu Tây và phân tích, so sánh chúng với các khái niệm quen thuộc của người Việt Nam. Như trong bài Cái quan niệm người quân tử trong triết học đạo Khổng ông có phần phân tích và so sánh giữa quan niệm người quân tử của đạo Khổng và người "chính nhân" (là chữ ông dùng cho l'honnête homme) trong văn hóa Pháp. Hay như ông có những bài Văn hóa Pháp đối với tiền đồ nước Nam hoặc Công cuộc chấn chỉnh quốc gia ở nước Pháp và khôi phục cổ điển ở nước Nam.

### Văn du ký
Ông viết nhiều du ký ghi lại những điều quan sát, nhận định, nghị luận trong các chuyến du lịch đi Pháp và đi các vùng đất Việt Nam như:
- Mười ngày ở Huế (1918)
- Một tháng ở Nam Kỳ (1919)
- Pháp du hành trình nhật ký (1922)

### Một số tác phẩm chính
- Văn minh luận
- Ba tháng ở Paris
- Văn học nước Pháp
- Chính trị nước Pháp
- Khảo về tiểu thuyết
- Lịch sử thế giới
- Lịch sử và học thuyết Voltaire
- Phật giáo đại quan

Cái quan-niệm của người quân-tử trong triết-học Đạo Khổng in năm 1928

- Cái quan niệm của người quân tử trong Đạo Khổng
- Thượng Chi văn tập gồm 5 quyển, Nhà xuất bản Alexandre de Rhodes Hanoi ấn hành năm 1943.
- Tục ngữ - Ca dao (1932) - Đông Kinh ấn quán.

### Về sách in sau này ở Việt Nam
- Mười ngày ở Huế, Nhà xuất bản Văn học - 2001
- Luận giải Văn học và Triết học, Nhà xuất bản Thông tin, 2001
- Pháp du hành trình nhật ký, Nhà xuất bản Hội Nhà Văn, 2004
- Thượng Chi văn tập, Nhà xuất bản Văn học, 2007
- Du ký Việt Nam, Nhà xuất bản Trẻ, 2007
- Phạm Quỳnh - Tiểu luận viết bằng tiếng Pháp, Nhà xuất bản Tri thức, 2007 (gồm những bài diễn thuyết, bài báo ông viết bằng tiếng Pháp từ 1922 đến 1932)

Ngoài sáu cuốn xuất bản sau này tại Việt Nam thì còn có cuốn Hành trình nhật ký in lần thứ hai tại San Jose, Hoa Kỳ vào năm 2002 (in thành sách lần thứ nhất tại Paris năm 1997) gồm các du ký: Mười ngày ở Huế, Một tháng ở Nam Kỳ và Pháp du hành trình nhật ký.

## Gia đình
Ông có một người vợ là bà Lê Thị Vân (1892-1953) và 16 người con (3 người mất từ nhỏ). Trong đó:
- Người con cả là Phạm Giao (sinh năm Tân Hợi 1911), kết hôn với bà Nguyễn Thị Hy, con gái ông Nguyễn Văn Ngọc (về sau bà Hy kết hôn với ông Trần Huy Liệu), sinh được hai người con, một gái, một trai.
- Phạm Thị Giá (sinh năm Quý Sửu 1913), vợ của quan Đốc học trường Thăng Long Tôn Thất Bình.
- Phạm Thị Thức (sinh năm Ất Mão 1915), vợ của Giáo sư Đặng Vũ Hỷ. Hai ông bà có người con trai là Đặng Vũ Minh, Giáo sư Tiến sĩ, Chủ tịch Viện khoa học và Công nghệ Việt Nam.
- Phạm Bích (nam, sinh năm Mậu Ngọ 1918), Tiến sĩ Luật đã mất ở Thụy Sĩ.
- Phạm Thị Hảo (sinh năm Canh Thân 1920), vợ Dược sĩ Phùng Ngọc Duy, hiện sống tại Washington D.C., Hoa Kỳ.
- Phạm Thị Ngoạn (sinh năm Tân Dậu 1921), Tiến sĩ Văn chương, vợ của nhà văn Hán Thu Nguyễn Tiến Lãng.
- Phạm Khuê (nam, sinh năm Ất Sửu 1925), cố Giáo sư, Nhà giáo nhân dân, nguyên Viện trưởng Viện Lão khoa, nguyên Chủ tịch Hội Người cao tuổi Việt Nam; Đại biểu Quốc hội khóa X.
- Phạm Thị Hoàn (sinh năm Mậu Thìn 1928), từng là ca sĩ. Chồng bà là nhạc sĩ Lương Ngọc Châu (cháu nội chí sĩ Lương Văn Can), tác giả những ca khúc như Tiếng hát lênh đênh, Một đi không trở về...
- Phạm Tuyên (nam, sinh đầu năm 1930, tuổi Kỷ Tỵ), nhạc sĩ, Chủ tịch Hội Âm nhạc Hà Nội.
- Phạm Thị Diễm (Giễm) (sinh năm Tân Mùi 1931) định cư tại Pháp.
- Phạm Thị Lệ (sinh năm Giáp Tuất 1934) định cư tại Pháp.
- Phạm Tuân (nam, sinh năm Bính Tý 1936) định cư tại Hoa Kỳ.
- Phạm Thị Viên (sinh năm Mậu Dần 1938) định cư tại Pháp.[2].

## Ngày sinh và mất

### Về ngày sinh
Theo ông Nguyễn Thọ Dực, Trưởng ban Cổ văn, Phủ Quốc vụ khanh đặc trách Văn hóa chính quyền Việt Nam Cộng hòa thì hồi làm việc ở triều đình Huế, ông có được Phạm Quỳnh cho biết ngày sinh để nhờ lấy số tử vi là ngày 13 tháng 12 năm Nhâm Thìn, tức ngày 30/1/1893.

### Về ngày mất
- Sách "Từ điển Văn học bộ mới" (2004), ghi mất ngày 20 tháng 8 năm 1945.
- Một số tài liệu ghi mất ngày 23 tháng 8 năm 1945, đúng ngày có người mời ông đến chính quyền Việt Minh làm việc.
- Một số tài liệu chép ông mất vào sáng ngày 6 tháng 9 năm 1945 (tức ngày 1 tháng 8 năm Ất Dậu; sau 14 ngày bị Việt Minh bắt).